# سیدلر، کلبجر
سیدلر (ترکی آذربایجانی: Seyidlər) یک منطقهٔ مسکونی در جمهوری آرتساخ است که در استان شاهومیان واقع شده‌است.